# De ruïnes van het kasteel van Kenilworth
De ruïnes van het kasteel van Kenilworth is een schilderij van de Belgische kunstschilder Guillaume Van der Hecht, voltooid rond 1850, 72 × 96,5 centimeter groot, geschilderd in de stijl van de romantiek. Het werk bevindt zich thans in de collectie van de Hermitage te Sint-Petersburg.

## Context
Het Kasteel van Kenilworth is een van de bekendste middeleeuwse kastelen van Engeland. De bloeiperiode lag in de zestiende eeuw, toen het bewoond werd door graaf Robert Dudley, een vertrouweling van Elizabeth I van Engeland. Elizabeth zou volgens de verhalen zelfs een relatie hebben gehad met Dudley, die op Kenilworth ter hare ere meermaals vuurwerken, concerten, bals en toneelvoorstellingen op het water organiseerde.
Kenilworth dankt zijn grootste bekendheid echter als plaats van handeling in Walter Scotts gelijknamige roman uit 1821. In die tijd was het kasteel al een ruïne. Scott schrijft over de kasteelrestanten: "Van dit heerlijke paleis, waar schoonheid en bravoure elkaar de hand reikten, rest nu niet meer dan een verlatenheid. De bedding van het meer is niet meer dan een poel van riet. De statige kasteelruïnes verraden enkel nog de vroegere pracht en praal en doen de aandachtige bezoeker inzien hoe vluchtig en vergankelijk bezittingen zijn en hoe gelukkig men is wanneer men met volle teugen een eenvoudig bestaan geniet". Het hier besproken werk van Van der Hecht sluit naadloos aan bij deze beschrijving.

## Afbeelding
Van der Hecht verbleef in de jaren 1840 een tijd lang in Engeland, waar hij te Londen werkte als assistent van Charles Baugniet. Het is denkbaar dat, doch verder niet bekend of hij Kenilworth in die periode ook daadwerkelijk heeft gezien. Mogelijk heeft hij er ter plekke schetsen van gemaakt die later dienden als basis voor het hier besproken schilderij, niet uitgesloten is echter ook dat hij het kasteel kende van een gravure of tekening.
Van der Helst schildert De ruïnes van het kasteel van Kenilworth bezien vanaf de Abbey Fields, ooit het landgoed van het nabij het kasteel gelegen St Mary's Abbey, nu een groot park in het dorpje Kenilworth. Op de voorgrond loopt het moerasland over in een meertje, dat ook nu nog te zien is in Abbey Fields. Op dat meertje vaart een kleine boot met twee vage figuren. Op de oevers zijn de silhouetten van een aantal bomen te zien. Op de achtergrond rijzen de nog redelijk intacte Leicestertorens in de hoogte, die door graaf Dudley werden gebouwd. De schemerbelichting en het tegenlicht maken het onmogelijk details te onderscheiden, waardoor een schimmig, bijna spookachtig tafereel ontstaat. De compositie werkt van het donkere benedendeel omhoog naar de bewolkte maar ook lichtere hemel, waardoor de voorstelling in een soort mystiek licht lijkt te baden.
Het schilderij is exemplarisch voor de landschapsromantiek, zoals die in de eerste helft van de negentiende eeuw hoogtij vierde in met name Duitsland en Engeland. Ook de schildering van ruïnes, symbool voor de vergankelijkheid en het einde van het leven, en het lichtspel in de wolkenhemel zijn kenmerkend te noemen. Waar de romantische school in België zich in die tijd vooral richtte op de historieschilderkunst, heeft Van der Hechts verblijf in Engeland hem klaarblijkelijk geïnspireerd tot dit voor Belgische begrippen bijzondere tafereel.

## Historie
Van der Hecht exposeerde De ruïnes van het kasteel van Kenilworth in 1850 in Brussel tijdens het "Fête Artistique". Daarbij maakte hij ook een gravure van het thema voor de catalogus. Tijdens de tentoonstelling werd het werk aangekocht door kunsthandelaar Arthur Stevens, broer van Joseph en Alfred. Deze verkoopt het werk alweer vrij snel aan de Russische graaf Kushelev-Bezborodko. Vanuit de Kushelevskaya Galerij van de Academie voor Fijne Kunsten komt het uiteindelijk terecht in de Hermitage te Sint-Petersburg.